# Prémio Aristeion
O Prémio Europeu de Literatura Aristeion foi criado pela Comissão Europeia em 1990 e atribuído no período de 1990–1999.
O Prémio Aristeion foi um galardão europeu, premiando "contributos significativos para a literatura contemporânea, e traduções excecionais de literatura contemporânea". Foi concedido pela primeira vez em 1990 na cidade de Glasgow (Escócia), e foi substituído em 2000 pelo Programa Cultura 2000 da União Europeia.

## Escritores galardoados com o Prémio Aristeion
- 1990 - Jean Echenoz (França)
- 1991 - Mario Luzi (Itália)
- 1992 - Manuel Vázquez Montalbán (Espanha)
- 1993 - Cees Nooteboom (Países Baixos)
- 1994 - Juan Marsé (Espanha)
- 1995 - Herta Müller (Alemanha)
- 1996 - Salman Rushdie (Reino Unido) e Christoph Ransmayr (Áustria)
- 1997 - Antonio Tabucchi (Itália)
- 1998 - Hugo Claus (Bélgica)
- 1999 - José Hierro (Espanha)

## Tradutores galardoados com o Prémio Aristeion
- 1990 - Michael Hamburger (Reino Unido)
- 1991 - Frans van Woerden (Holanda)
- 1992 - Socrates Kapsaskis (Grécia)
- 1993 - Françoise Wuilmart (Bélgica)
- 1994 - Giovanni Raboni (Itália)
- 1995 - Dieter Hornig (Áustria)
- 1996 - Thorkild Bjørnvig (Dinamarca)
- 1997 - Hans-Christian Oeser (tradutor alemão proposto pela Irlanda)
- 1998 - Miguel Sáenz (Espanha)
- 1999 - Claus Bech (Dinamarca)